# منت‌برد
منت‌برد (به فرانسوی: Montbard) یک کمون در کشور فرانسه است که در canton of Montbard واقع شده‌است.

## خصوصیات
منت‌برد ۴۶٫۳۷ کیلومترمربع مساحت و ۵٬۵۵۴ نفر جمعیت دارد و ۲۲۱ متر بالاتر از سطح دریا واقع شده‌است.

## خواهرخوانده
شهرهای کوون (بلژیک) و اوبشتاد ویر خواهرخوانده‌های منت‌برد هستند.